# Okakarara
Okakarara – miejscowość w środkowo-wschodniej Namibii, w regionie Otjozondjupa. W okresie apartheidu należało do bantustanu Hereroland, stworzonego dla Hererów. Kilka kilometrów na północny zachód od Okakarary leży Park Narodowy Waterberg. Lokalizacja: 20°35′9″S 17°27′28″E.